# 甘學闊
甘學闊（1598年2月20日—1677年），字用廣，號光宏（或作元宏），四川順慶府鄰水縣人。官至陝西巡撫。鄰水縣城內東北街原有為其所立之“天子耳目南國文宗坊”。

## 生平
萬曆四十六年（1618年）戊午科四川鄉試第二十六名舉人。
萬曆四十七年（1619年）中式己未科會試第五十九名，三甲第八十三名進士，禮部觀政。
萬曆四十八年（1620年）庚申，授行人司行人。五月九日（1620年6月9日），以明神宗亡故，禮部差其往陝西、四川、直隸潼關衛告訃
天啟三年（1623年）癸亥，除原職。六月十日（1623年7月7日），與戶科給事中羅尚忠一同冊封周府保寧王朱恭棆、周府順慶王朱肅潵、妃李氏。
天啟四年（1624年）任甲子科順天鄉試同考官。
天啟七年十二月十一日（1628年1月17日），吏部考選部属各官，授浙江道監察御史。崇禎元年正月八日（1628年2月12日），疏陳五要：『清化原、飭臣工、固邦本、酌澄汰、羅貞才』，巡視中城。
崇禎元年（1628年）正月壬午，任雲南巡按御史。
崇禎三年（1630年）庚午，任直隸巡按御史。
崇禎四年十二月（1632年），任蘇松提學御史。
崇禎五年（1632年）壬申春三月，顧炎武二十歲應歲試，甘學闊時為蘇松提學御史，拔顧炎武卷列一等十四名。
崇禎六年（1633年）捐濬，并濬玉帶河。
崇禎八年（1635年），任右僉都御史巡撫陝西。誅巨盗王三錫於終南山。
崇禎九年（1636年）二月，招降過天星、九條龍，安插其部數萬人於延安。不久李自成至延綏，四月延安賊又反叛。三月癸亥（1636年4月23日），以不能討賊削籍聽勘。曾上《法紀全疎》請將放縱逆賊的將領正法，聖旨反而對其責備，後來敗將就得不到懲罰。
崇禎十六年（1643年），其子某領家眷避賊于中成山（即今鄰水縣石滓鎮中成寨）之僧寺，僧懷疑其奪己之產，遂殺之，併淫其妾媵。
弘光元年（1645年），上疏督師王應熊，請其出兵剿張獻忠。
後卒於貴州，壽終時七十九歲。

## 軼事
頭鳴取讖

## 家族
曾祖甘宗道，知縣。祖父甘良臬，廪生。父甘乙桂。